# Kammala
Kammala era una ciutat i una regió del país dels kashka, prop de la mar Negra, al nord-oest d'Hattusa, la capital de l'Imperi Hitita.
Se sap que en temps del rei Tudhalias III, les regions de Kammala i Masa, van atacar territoris hitites, entre ells la ciutat de Kasiya. Tudhalias es va posar en camí per combatre els kashka, acompanyat pel seu fill i hereu Subiluliuma I. Les cròniques diuen que només arribar, Tudhalias va destruir les dues ciutats que havien iniciat l'atac, però els kashka van atacar les fortificacions que els hitites havien situat a les ciutats destruïdes, i les van esclafar.